# Pan domu
Pan domu (ang. Man of the House) – amerykańska komedia familijna z 1995 roku.

## Główne role
- Chevy Chase – Jack Sturgess
- Farrah Fawcett – Sandy Archer
- Jonathan Taylor Thomas – Ben Archer
- George Wendt – Chet Bronski
- David Shiner – Lloyd Small
- Art LaFleur – Red Sweeney
- Richard Portnow – Joey Renda, syn Franka
- Richard Foronjy – Murray
- Peter Appel – Tony
- Leonard George – Leonard Red Crow
- George Greif – Frank James Renda
- Ron Canada – Bob Younger, szef Jacka
- Christopher Miranda – Hank Sweeney
- Zachary Browne – Norman Bronski
- Spencer Vrooman – Darryl Small

## Fabuła
11-letni Ben Archer mieszka razem z matką w Seattle. Pięć lat wcześniej jego ojciec zostawił ich, co mocno odbiło się na nim. Od tej pory robi wszystko, by nie dopuścić do mamy innego mężczyzny. Aż do chwili, gdy dowiaduje się, że mama chce znowu wyjść za mąż. Jej adoratorem jest adwokat Jack Sturgess. Chłopak robi wszystko, by do tego nie dopuścić. Ale Jack ma jeszcze jeden problem: skazał na więzienie Franka Rendę – dilera narkotykowego. Jego syn planuje zemstę. Jack razem z Benem wyjeżdża w góry, chcąc się z nim zaprzyjaźnić...